# John Fowler (landbrugsingeniør)
John Fowler (11. juli 1826 – 4. december 1864) var en engelsk landbrugsingeniør, der var en af pionerende kræfter bag udbredelsen dampmaskiner til pløjning og gravning af drænkanaler. Hans opfindelser reducerede omkostningerne ved at pløje landbrugsjord betydeligt og muliggjorde også dræning af tidligere udyrket jord i mange dele af verden.

## Tidligt liv
Fowler blev født i Melksham, Wiltshire. Hans far, John Fowler senior, var en velhavende Quaker-købmand, der havde giftet sig med Rebecca Hull. Sammen havde de fået tre døtre og fem sønner, hvoraf Fowler var den tredje søn. Da han forlod skolen, fulgte Fowler sin fars ønsker og begyndte at arbejde for en lokal majshandler, men da han blev myndig i 1847, vendte han ryggen til majsbranchen og sluttede sig til ingeniørfirmaet Gilkes Wilson and Company of Middlesbrough . Virksomheden beskæftigede sig blandt andet med at bygge damplokomotiver og kulmine optrækningsmaskine. Virksomheden byggede en række lokomotiver til Stockton og Darlington Railway.

## Karriereskifte
Fowler kunne være blevet hos firmaet Middlesbrough og opnået sit ry dér, hvis det ikke havde været for et tilfældigt besøg i Irland i 1849, der sandsynligvis foregik på en forretningsrejse. Dette var under den store hungersnød, og det irske landbrug var afhængigt af kartoffelafgrøden, mens meget af jorden var udyrket på grund af dårlig dræning. Dette påvirkede Fowler, og han var overbevist om, at der måtte være en måde at inddrage jord til produktion. Den normale måde at dræne landbrugsjord på var ved at bruge en muldvarpsplov til at grave en underjordisk drænkanal. Muldvarpsploven har en lodret klinge med en cylindrisk "muldvarp" fastgjort i bunden. Muldvarpen er spids i forenden, og når den bevæger sig gennem jorden, efterlader den en vandret kanal, hvori der kan lægges porøse drænrør. Dette krævede dog en betydelig trækkraft, så størrelsen af ploven blev begrænset af styrken af de hestehold, der trak den. Fowler vendte tilbage til England og udviklede en hestedrevet pløjemotor til at grave drænkanaler.